# Tổ chức sở hữu trí tuệ
Tổ chức sở hữu trí tuệ là một tổ chức quốc tế liên chính phủ liên quan đến việc hợp tác trong các lĩnh vực quyền tác giả, thương hiệu và bằng sáng chế.

## Các tổ chức chung
- World Intellectual Property Organization (WIPO)
- African Regional Industrial Property Organization (ARIPO)
- Organisation Africaine de la Propriété Intellectuelle (OAPI) hay African Intellectual Property Organization

## Các tổ chức chuyên môn

### Các tổ chức liên quan đến bằng sáng chế
- European Patent Organisation (EPO hay EPOrg)
- Eurasian Patent Organization (EAPO)
- Patent Office of the Cooperation Council for the Arab States of the Gulf (GCC)

### Các tổ chức liên quan đến thương hiệu
- Office for Harmonization in the Internal Market (OHIM)
- Benelux Trademarks Office
- European Trademark Office

### Các tổ chức liên quan đến thiết kế
- Benelux Designs Office (BDO)